# Daniele Daino
Daniele Daino (* 8. září 1979 Alessandria) je bývalý italský fotbalový obránce který hrál nejvíce zápasů za italský klub Bologna FC 1909. Hrál i za mládežnickou reprezentaci Itálie.

## Hráčská statistika
| Sezóna  | Klub                       | Liga                 | Liga   | Liga | Ligové poháry | Ligové poháry | Ligové poháry | Kontinentální poháry | Kontinentální poháry | Kontinentální poháry | Celkem | Celkem |
| Sezóna  | Klub                       | Soutěž               | Zápasy | Góly | Soutěž        | Zápasy        | Góly          | Soutěž               | Zápasy               | Góly                 | Zápasy | Góly   |
| ------- | -------------------------- | -------------------- | ------ | ---- | ------------- | ------------- | ------------- | -------------------- | -------------------- | -------------------- | ------ | ------ |
| 1996/97 | AC Milán                   | Serie A              | 5      | 0    | IP            | 1             | 0             | -                    | 0                    | 0                    | 6      | 0      |
| 1997/98 | AC Milán                   | Serie A              | 14     | 0    | IP            | 4             | 0             | -                    | 0                    | 0                    | 18     | 0      |
| 1998/99 | SSC Neapol                 | Serie B              | 35     | 0    | IP            | 1             | 0             | -                    | 0                    | 0                    | 36     | 0      |
| 1999/00 | AC Perugia                 | Serie A              | 8      | 0    | IP            | 2             | 0             | -                    | 0                    | 0                    | 10     | 0      |
| 2000/01 | AC Milán                   | Serie A              | 1      | 0    | IP            | 0             | 0             | -                    | 0                    | 0                    | 1      | 0      |
| 2001/02 | Derby County FC            | Premier League       | 2      | 0    | ALP           | 1             | 0             | -                    | 0                    | 0                    | 3      | 0      |
| 2002/03 | Ancona Calcio              | Serie B              | 30     | 1    | IP            | 7             | 0             | -                    | 0                    | 0                    | 37     | 1      |
| 2003/04 | Ancona Calcio              | Serie A              | 7      | 0    | IP            | 1             | 0             | -                    | 0                    | 0                    | 8      | 0      |
| 2004/05 | Bologna FC 1909            | Serie A              | 13     | 0    | IP            | 2             | 0             | -                    | 0                    | 0                    | 15     | 0      |
| 2005/06 | Bologna FC 1909            | Serie B              | 19     | 1    | IP            | 2             | 0             | -                    | 0                    | 0                    | 21     | 1      |
| 2006/07 | Bologna FC 1909            | Serie B              | 21     | 0    | -             | 0             | 0             | -                    | 0                    | 0                    | 21     | 0      |
| 2007/08 | Bologna FC 1909            | Serie B              | 31     | 1    | IP            | 2             | 0             | -                    | 0                    | 0                    | 33     | 1      |
| 2008/09 | Modena FC                  | Serie B              | 9      | 0    | -             | 0             | 0             | -                    | 0                    | 0                    | 9      | 0      |
| 2009/10 | ASD Gallipoli 1909         | Serie B              | 19     | 3    | -             | 0             | 0             | -                    | 0                    | 0                    | 19     | 3      |
| 2011/12 | US Alessandria Calcio 1912 | Lega Pro 2 Divisione | 6      | 0    | IP            | 0             | 0             | -                    | 0                    | 0                    | 6      | 0      |
| Celkově | Celkově                    | Celkově              | 220    | 6    | -             | 23            | 0             | -                    | 0                    | 0                    | 243    | 6      |